# Coll de Sant Salvador
El Coll de Sant Salvador és un coll situat a 2.097 m alt d'un contrafort sud-occidental del Cim de Coma Morera, de la carena axial dels Pirineus, situat entre els termes comunals de Palau de Cerdanya, de l'Alta Cerdanya, a la Catalunya del Nord, i de Toses, de la comarca del Ripollès.
Està situat a l'extrem sud del terme de Palau de Cerdanya i al nord-oest del de Toses, en un contrafort al sud-oest del Cim de Coma Morera.
El Coll de Sant Salvador és un dels indrets de pas habituals en les rutes excursionistes dels Pirineus a l'Alta Cerdanya, sobretot de les que segueixen els vells camins ramaders.